# Parafia Św. Stanisława Biskupa i Męczennika w Cichem
Parafia Świętego Stanisława Biskupa i Męczennika w Cichem – parafia rzymskokatolicka, znajdująca się w diecezji toruńskiej, w dekanacie Brodnica. 